# Route 64 (Islande)
Pour les articles homonymes, voir Route 64.
La Route 64 (Þjóðvegur 64) ou Flateyrarvegur est une route islandaise qui dessert la commune de Flateyri dans la région des Vestfirðir.

## Trajet
- Route 60
- Flateyri